# Entyloma bellidis
Entyloma bellidis är en svampart som beskrevs av Krieg. 1896. Entyloma bellidis ingår i släktet Entyloma och familjen Entylomataceae.   Inga underarter finns listade i Catalogue of Life.